# مجزرة قرية ميخاس
مجزرة قرية ميخاس هي مجزرة وقعت في محافظة ديالى يوم 14 يونيو 2020 نفذته مجموعة مسلحة تدعى «خلايا القرشي» أدى إلى مقتل 7 أشخاص وإصابة 5.

## تفاصيل
هاجم مسلحو خلايا القرشي منزلاً بين قرية ميخاس ودارة فقتل رجل وزوجته فهرع سكان قرية ميخاس مع القوات الأمنية إلى موقع الحادثة فحصلت مواجهات بين الطرفين مما أدى إلى مقتل 7 أشحاص بينهم عنصر أمني وأصابة 5 أخرين.

## ردود أفعال

### داخليا
- برهم صالح: أدان رئيس الجمهورية برهم صالح الهجوم الذي نفذه تنظيم داعش في قرية بقضاء خانقين في محافظة ديالى.[4]
- مسرور بارزاني: رئيس حكومة إقليم كوردستان مسرور بارزاني قد عبّر عن قلقه البالغ إزاء تدهور الوضع على نحو خطير في المناطق المتنازع عليها.وحث رئيس حكومة الإقليم بغداد على تفعيل آلية التنسيق الأمني بين الجانبين وبما يشمل إعادة نشر قوات البيشمركة في تلك المناطق لضمان هزيمة داعش.[2]

### خارجياً
- منظمة التعاون الإسلامي: أدانت الأمانة العامة لمنظمة التعاون الإسلامي بشدة الهجوم الإرهابي الذي وقع في محافظة ديالى العراقية وأسفر عن سقوط عدد من القتلى والجرحى.[5]
- البرلمان العربي: أدان رئيس البرلمان العربي مشعل بن فهم السُّلمي بأشد العبارات الهجوم الإرهابي الجبان لتنظيم داعش الإرهابي الذي استهدف قوات الأمن والمدنيين الأبرياء بقرية ميخاس بمدينة خانقين في محافظة ديالى والذي أدى إلى مقتل وإصابة العشرات.[6]
- الأردن : أدانت وزارة الخارجية وشؤون المغتربين الأردنية الهجوم الذي وقع في محافظة ديالي بالعراق، وأودى بحياة عدد من الأشخاص وإصابة آخرين.[7]
- مصر: أعربت مصر عن إدانتها للهجوم لتنظيم داعش على قرية «ميخاس» في محافظة «ديالى» بالعراق، مما أسفر عن وقوع عدد من القتلى والمصابين.[8]